# Bauladu
Bauladu település Olaszországban, Szardínia régióban, Oristano megyében. Lakosainak száma 633 fő (2023. január 1.). Bauladu Bonarcado, Milis, Paulilatino, Solarussa és Tramatza községekkel határos.

## Népesség
A település népességének változása:
| Lakosok száma | 689  | 677  | 633  |
|               | 2017 | 2018 | 2023 |